# NGC 3354
NGC 3354 ist eine Galaxie mit ausgedehnten Sternentstehungsgebieten im Sternbild Antlia am Südsternhimmel. Sie ist schätzungsweise 125 Millionen Lichtjahre von der Milchstraße entfernt und hat einen Durchmesser von etwa 25.000 Lj.
Im selben Himmelsareal befinden sich u. a. die Galaxien NGC 3333, NGC 3347 und NGC 3358.
Das Objekt wurde am 1. Mai 1834 von John Herschel entdeckt.